# 石牌漢番界碑
石牌漢番界碑，是原設於今臺灣臺北市北投區的土牛界線界碑，被列為臺北市文化資產，今各遷至二二八和平紀念公園、捷運淡水線石牌站。

## 由來
雍正、乾隆初期，漳州人賴、魏、謝三姓為開發北投庄而侵占原住民土地，時起爭端，淡水同知曾日瑛為此而立下界碑。刻寫「奉憲分府曾批斷東南勢田園歸番管業界」指明將唭哩岸東邊的水田、南邊的菜園標示原住民的產權，這兩地分別即今日的行義路與石牌路交會處、石牌派出所週圍。設立時間約於乾隆十年（1745年）到十三年（1748年）間，傳說界碑四座、三到五座。

## 石牌漢番界碑
其中一座立於石牌，鄉人轉音以「碑」為「牌」成為當地地名。附近種有凱達格蘭族稱「Ratoo」的莿桐，他們藉此莿桐花開季，作為獵鹿捕魚、採收粟米、杵臼豐食、迎接婚慶的指標。碑在日治時期一旁就是石牌火車站，後送入臺灣總督府博物館。1986年臺北市立文獻會將收集到殘碑於新公園闢建碑林。此放此碑外，尚有奉憲示禁私挖煤灰者立斃碑、敕建鳳山昭忠祠碑、添建艋舺大渡碑、有夷之行碑、客路須知碑、經理謝打馬眾番界址碑、劉門許氏立存田屋業牌。

## 礦溪庄漢番界碑
另一座立於礦溪，即北投永和里，原在今日振興醫院附近的明德路旁。碑高120公分、寬35公分、厚27公分，石材為觀音山的安山岩。1935年遷移至石牌派出前庭院保管，當地人余加儀稱是他所移動，地區今日屬於文林里。
1994年5月7日，臺北市政府民政局開始對史蹟學者初步建議的全市21個歷史性建物名單，由民政局長莊芳榮領隊，參與的學者包括淡江大學歷史系教授周宗賢、文化大學教授李乾朗、國立臺灣大學歷史系教授黃富三、古風史蹟協會理事長張文及內政部代表、臺北市議員資馨儀及張秋雄，第一站來到石牌派出所，與會人員對於該界碑的歷史價值多給予肯定。6月3日，民政局開會決議將界碑、東和禪寺鐘樓、臺灣大學校門、師大行政大樓提報為三級古蹟。8月23日，此碑被以「唭哩岸漢番田園界碑」之名由臺北市政府市政會議同意提報為三級古蹟。
1996年11月5日，因石牌派出所將改建，眾人商討此碑保存問題。由於北市文獻會提供的解說資料上有錯，將二二八公園碑林中的漢番界碑，誤認是今日在石牌派出所的界碑，導致在場的師大教授王啟宗誤會，便和當地里長蔡阿梯爭吵歷史，最後由石牌派出所主管林志誠發言，證實石碑在該所至少已留存廿年以上，及蔡里長火速回家抱來一面1975年間北市文獻會的解說碑，方澄清誤解。市議員陳進棋等人建議遷往捷運石牌站內置放、或原地保存。
1999年5月11日，北投吉慶里的唭哩岸社區博物館負責人黃勝宗和社區發展協會、志工研商後，對接手此界碑表達高度意願。同月18日上午，民政局前往會勘，由於只邀請兩個里參加，引起未受邀請的里民抗議，受邀的里民又各自堅持要將碑立在自己的里內，現場一度相當吵鬧，妥協之下將界碑設在捷運石牌站，才解決爭端。次日，臺北市政府民政局副局長葉良增、立農、文林、福興、吉慶、裕民里長陳海山、劉憲昌、吳廷彥、黃勝宗、謝延龍等人一同在石牌站實地會勘，由八旬的耆老余宗道解說歷史，最後決定以石牌站前廣場作碑址。7月13日，時任臺北市市長馬英九與台北捷運公司董事長李博文、市府民政局長林正修、警察局局長王進旺等人共同為遷至石牌站的漢番界碑揭碑。
碑體配合碑文意義，面向西方，即告訴河岸向內陸開墾的漢人，越過此碑以後就是原住民之地。2002年6月1日，由台灣平埔原住民協會、台北市凱達格蘭協會、台北縣凱達格蘭協會、台北市文化局、山水客人文工作室共同主辦的「二〇〇二凱達格蘭族地．莿桐花開平埔文化祭」，選在此處集合，沿大興街、福安宮、北投陳濟棠墓園健行上山，登上北投高地丹鳳岩，點唱十九社名，進行敬天祭祖儀式，明日巡禮番仔厝保德宮、各舊社十一株莿桐樹，最後登上崎嘎勞別頂社，俯瞰北投社平原日落。